# مارک لی
مارک لی (به انگلیسی: Mark Lee، به کره‌ای: 이마크؛ زادهٔ ۲ اوت ۱۹۹۹) که با نام هنری مارک شناخته می‌شود، یک رپر، خواننده و ترانه‌سرای کانادایی است. او عضو گروه موسیقی ان‌سی‌تی، و زیرمجموعه‌های ان‌سی‌تی یو، ان‌سی‌تی ۱۲۷ و ان‌سی‌تی دریم و همچنین عضو گروه سوپر ام می‌باشد.

## زندگی نامه
مارک لی (به انگلیسی: Mark Lee)، یک رپر و ترانه سرای کره‌ای-کانادایی، با نام کره‌ای لی مین هیونگ (کره‌ای: 이민형) زاده 2 اوت 1999 در شهر تورنتو کانادا می‌باشد که در سال 2012 موفق به قبول شدن در اودیشن جهانی کمپانی اس‌ام در ونکوور شد و در همان سال به عنوان کارآموز اس ام اینترنتیمنت، شروع به فعالیت کرد و در 16 اکتبر 2013 به عنوان عضوی از اس.ام روکیز، تیمی از کاراموزان برجسته اس‌ام، معرفی شد.

## شغل
وی فعالیت خود را از سال 2012 به عنوان کاراموز شروع نمود و و در 16 اکتبر 2013 به عنوان عضوی از اس.ام روکیز، تیمی از کاراموزان برجسته اس‌ام، معرفی شد. درسال 2014 به همراه برخی از هم تیمی‌های فعلی خود به برنامه Exo 90:2014 که برای بازسازی یزخی از آهنگ‌های دهه نود بود و توسط شبکه ام نت، تولید می‌شد، پیوست.
همچنین در سال 2015 یعنی قبل از شروع فعالیت‌های خود به طور رسمی، در برنامه‌های دیگری نیز شرکت داشت که از این برنامه‌ها می‌توان به The Mickey Mouse Club اشاره نمود که از طریق شبکه دیزنی چنل کوریا، بر روی آنتن رفت. این برنامه شامل فعالیت‌های مانند اجراهای موسیقی، اسکیت و بازی می‌شد درست مطابق ورژن آمریکایی آن. این برنامه از 13 جولای تا 17 دسامبر 2015 با مجری گری لیتوک از سوپر جونیور پخش شد.
در آوریل 2016، کمپانی این آرتیست تائید کرد که مارک به همراه چهار عضو دیگر از اس‌ام روکیز یعنی ته‌یونگ، تن، جه‌هیون و دویونگ قرار است فعالیت ان‌سی‌تیی را با اولین یونیت آن یعنی ان‌سی‌تی یو، آغاز کند. این یونیت اولین آهنگ خود را با نام "The 7th Sense" در تاریخ 9 آوریل 2016، منتشر کردند.
سه ماه پس از اولین فعالیت ان‌سی‌تی یو، کمپانی شخص مذکور اعلام که مارک لی، قرار است به همراه هشت عضو یعنی ته‌یونگ، ته‌ایل، یوتا، جانی، جه‌هیون، وین‌وین و هه‌چان به عنوان دومین یونیت ان‌سی‌تی یعنی ان‌سی‌تی 127 فعالیت خود را شروع کنند. ان‌سی‌تی 127، در تاریخ 10 جولای 2016، به طور رسمی با مینی آلبوم "NCT #127" و تایتل ترک "Fire Truck" فعالیت خود را به عنوان دومین یونیت ان‌سی‌تی آغاز کرد.
همچنین مارک، در همان سال، فعالیت خود را به عنوان عضوی از سومین ساب یونیت ان‌سی‌تی یعنی ان‌سی‌تی دریم به همراه رنجون، جنو، هه‌چان، جه‌مین، چنلو و جیسونگ آغاز نمود. این یونیت در 24 اوت 2016 با انتشار تک آهنگ "Chewing Gum" فعالیت خود را به عنوان سومین یونیت ان‌سی‌تی آغاز نمودند.
ماه بعد از شروع فعالیت‌های ان‌سی‌تی دریم، مارک اولین فعالیت خود را به صورت انفرادی با انتشار آهنگی به نام "Going Through Your Heart" که برای سریال شبکه کی‌بی‌اس به نام غزیبه شیرین و من، بود به همراه هنری لاو، عضوی از سوپر جونیور شروع کرد.
در ژانویه سال 2017، مارک به برنامه High School Rapper پیوست. این برنامه، یک برنامه در زمینه موسیقی هیپ هاپ بود که توسط شبکه ام نت، روی آنتن رفت. او توانست به فاینال راه پیدا کند و در فاینال این مسابقه، آهنگی تحت عنوان "Drop" به همراه سولگی از ردولوت، اجرا کرد و در رتبه بندی کلی برنامه، مقام هفتم را کسب کرد.
از دیگر فعالیت‌های مارک می‌توان به آهنگ "Young & Free" اشاره کرد که در جولای سال 2017 به همراه شیومین عضوی از اکسو، برای پروژه دیجیتال SM Station منتشر شد و در همان ماه، مارک به ریلیتی شو Snowball Project پیوست و آهنگی به نام "Lemonade Love" را در 21 جولای به همراه Parc Jae-jung برای پروژه SM Station منتشر کرد که این آهنگ توسط هنری لاو و یون جونگ شین، تولید شده بود.
در اوایل فوریه 2018، مارک به عنوان مجری اصلی موزیک شو Show! Music Core معرفی شد و در ژانویه 2019 به دلیل تمرکز بیشتر روی فعالیت‌های ان‌سی‌تی 127 از مجری‌گری کناره گیری کرد.
در می 2018، مارک به عنوان عضو ثابتی از شوی تلوزیونی It's Dangerous Beyond The Blankets معرفی شد که توسط شبکه ام‌بی‌سی پخش می‌شد همچنین وی در اکنبر همان سال، آهنگی به نام "Dream Me" که برای سریال The Ghost Detective بود، به همراه جوی از رد ولوت منتشر کرد و همچنین مارک، اولین عضو در ان‌سی‌تی دریم بود که در تاریخ 31 دسامبر 2018، از مقطع دبیرستان فارغ التحصیل شد و در همان سال، از ان‌سی‌تی دریم جدا شد.
در 7 اوت 2019، مارک به عنوان عضوی از سوپر گروه سوپر ام معرفی شد. این سوپر گروه، از اعضای ان‌سی‌تی، اکسو و شاینی تحت نظر اس.ام اینترتینمنت و کپیتال رکوردز تشکیل شد و پروموت‌های این گروه در اکتبر 2019 در مارکت‌های موسیقی آمریکا شروع شد و اولین آلبوم سوپر ام، تحت عنوان "SuperM" با تایتل "Jopping" در تاریخ 4 اکتبر 2019 فعالیت خود را به طور رسمی شروع کرد.
در 14 آوریل، اس‌ام اینترتینمت طی بیانه رسمی اعلام کرد که مارک، دوباره به ان‌سی‌تی دریم خواهد پیوست، سیستم سن و فارغ التحصیلی ان‌سی‌تی دریم را لغو کرد و آن‌هارا به عنوان یونیت فیکس ان‌سی‌تی معرفی کرد. اولین آهنگ ان‌سی‌تی دریم پس از پیوستن مارک، آهنگ "Deja Vu" بود که برای آلبوم گروهی ان‌سی‌تی 2020 بود.
در 28 ژانویه 2022، کمپانی اس‌ام خبر از اولین فعالیت رسمی مارک به صورت انفرادی داد. این آهنگ، یک آهنگ هیپ هاپ راک بود که "Child" نام داشت که در تاریخ 4 فوریه 2022 برای پروژه NCT Lab منتشر شد و در 30 مارچ 2023، خبر دومین آهنگ انفرادی مارک تحت عنوان "Golden Hour" توسط کمپانی وی تائید شد که این آهنگ نیز برای پروژه NCT Lab معرفی شد و در 10 می 2023 مارک اعلام کرد که آهنگ پیشا-انتشاری با نام "200"در 16 می 2023، منتشر خواهد کرد و همچنین اعلام کرد که قصد دارد تا اولین آلبوم انفرادی خود را در فوریه سال 2025 منتشر کند.

## ترانه شناسی
این لیست، فقط لیست ترانه شناسی وی، برای فعالیت‌های انفرادی می‌باشد.
| نام آهنگ                                           | سال انتشار | بالاترین رتبه در چارت‌ها | بالاترین رتبه در چارت‌ها | بالاترین رتبه در چارت‌ها | بالاترین رتبه در چارت‌ها | بالاترین رتبه در چارت‌ها | بالاترین رتبه در چارت‌ها | بالاترین رتبه در چارت‌ها | بالاترین رتبه در چارت‌ها | بالاترین رتبه در چارت‌ها | فروش                | آلبوم                                           | نوع آهنگ        |
| نام آهنگ                                           | سال انتشار | KOR                     | KOR Songs               | IDN Songs               | MLY                     | SGP Reg.                | THL Songs               | US World                | VIE                     | WW Excl. US             | فروش                | آلبوم                                           | نوع آهنگ        |
| -------------------------------------------------- | ---------- | ----------------------- | ----------------------- | ----------------------- | ----------------------- | ----------------------- | ----------------------- | ----------------------- | ----------------------- | ----------------------- | ------------------- | ----------------------------------------------- | --------------- |
| (Drop" (두고가" به همراه سول‌گی                     | 2017       | 93                      | —                       | —                       | —                       | —                       | —                       | —                       | —                       | —                       | - کره جنوبی: 46,443 | School Rapper FINAL                             | آرتیست اصلی     |
| "Child"                                            | 2022       | 23                      | 48                      | 9                       | 17                      | 16                      | 25                      | 8                       | 50                      | 132                     | —                   | SM Station: NCT Lab                             | آرتیست اصلی     |
| "Golden Hour"                                      | 2023       | 23                      | —                       | —                       | —                       | —                       | —                       | 13                      | —                       | —                       | —                   | SM Station: NCT Lab                             | آرتیست اصلی     |
| "200"                                              | 61         | —                       | —                       | —                       | —                       | —                       | —                       | —                       | —                       | —                       | —                   | تک آهنگ                                         | آرتیست اصلی     |
| "How We Do" شیومین به همراه مارک                   | 2022       | —                       | —                       | —                       | —                       | —                       | —                       | —                       | —                       | —                       | —                   | Brand New                                       | به همراه        |
| "HO" یسونگ به همراه مارک                           | 2023       | —                       | —                       | —                       | —                       | —                       | —                       | —                       | —                       | —                       | —                   | Sensory Flows                                   | به همراه        |
| "Time Machine" دویونگ به همراه ته‌یون و مارک        | 2024       | 119                     | —                       | —                       | —                       | —                       | —                       | —                       | —                       | —                       | —                   | Youth                                           | به همراه        |
| "Sunkissed" بیگ ناتی به همراه مارک                 | 2024       | 124                     | —                       | —                       | —                       | —                       | —                       | —                       | —                       | —                       | —                   | تک آهنگ                                         | به همراه        |
| "Young & Free" با شیومین                           | 2017       | 31                      | —                       | —                       | —                       | —                       | —                       | —                       | —                       | —                       | - کره جنوبی: 72,133 | SM Station Season 2                             | همکاری          |
| "Lemonade Love" با پارک جه جونگ                    | 2017       | 197                     | —                       | —                       | —                       | —                       | —                       | 17                      | —                       | —                       | —                   | SM Station Season 2                             | همکاری          |
| "What to Do" (니 맘에 들어갈래) هنری به همراه مارک | 2016       | —                       | —                       | —                       | —                       | —                       | —                       | —                       | —                       | —                       | —                   | Sweet Stranger and Me OST                       | موسیقی متن آهنگ |
| "Dream Me" (나라는 꿈) با جوی                      | 2018       | —                       | —                       | —                       | —                       | —                       | —                       | —                       | —                       | —                       | —                   | The Ghost Detective OST                         | موسیقی متن آهنگ |
| "Lit (prod. Czaer)" با ته‌یونگ                      | 2022       | —                       | —                       | —                       | —                       | —                       | —                       | —                       | —                       | —                       | —                   | Street Man Fighter Original Vol. 4 (Crew Songs) | موسیقی متن آهنگ |

## ترانه سرایی
| نام آهنگ                             | سال انتشار | آرتیست                                                                                          | آلبوم                                | حق امتیاز آهنگ                   |
| ------------------------------------ | ---------- | ----------------------------------------------------------------------------------------------- | ------------------------------------ | -------------------------------- |
| "The 7th Sense"                      | 2016       | ان‌سی‌تی یو                                                                                       | NCT 2018 Empathy                     | نویسنده مشترک                    |
| "Firetruck"                          | 2016       | ان‌سی‌تی 127                                                                                      | NCT 127                              | نویسنده مشترک                    |
| "Mad City"                           | 2016       | ان‌سی‌تی 127                                                                                      | NCT 127                              | نویسنده مشترک                    |
| "Chewing Gum"                        | 2016       | ان‌سی‌تی دریم                                                                                     | The First                            | نویسنده مشترک                    |
| "My First and Last"                  | 2016       | ان‌سی‌تی دریم                                                                                     | The First                            | نویسنده مشترک                    |
| "Drop"                               | 2017       | مارک و سولگی                                                                                    | School Rapper FINAL                  | نویسنده مشترک                    |
| "Baby Don't Like It"                 | 2017       | ان‌سی‌تی 127                                                                                      | Limitless                            | نویسنده مشترک و تهیه کننده مشترک |
| "Angel"                              | 2017       | ان‌سی‌تی 127                                                                                      | Limitless                            | نویسنده مشترک                    |
| "Good Thing"                         | 2017       | ان‌سی‌تی 127                                                                                      | Limitless                            | نویسنده مشترک                    |
| "Cherry Bomb"                        | 2017       | ان‌سی‌تی 127                                                                                      | Cherry Bomb                          | نویسنده مشترک                    |
| "Running 2 U"                        | 2017       | ان‌سی‌تی 127                                                                                      | Cherry Bomb                          | نویسنده مشترک                    |
| "0 Mile"                             | 2017       | ان‌سی‌تی 127                                                                                      | Cherry Bomb                          | نویسنده مشترک                    |
| "Whiplash"                           | 2017       | ان‌سی‌تی 127                                                                                      | Cherry Bomb                          | نویسنده مشترک                    |
| "Summer 127"                         | 2017       | ان‌سی‌تی 127                                                                                      | Cherry Bomb                          | نویسنده مشترک                    |
| "Young & Free"                       | 2017       | مارک و شیومین                                                                                   | SM Station Season 2                  | نویسنده مشترک                    |
| "Lemonade Love"                      | 2017       | مارک و پارک جه جونگ                                                                             | SM Station Season 2                  | نویسنده مشترک                    |
| "La La Love"                         | 2017       | ان‌سی‌تی دریم                                                                                     | We Young                             | نویسنده مشترک                    |
| "Walk You Home"                      | 2017       | ان‌سی‌تی دریم                                                                                     | We Young                             | نویسنده مشترک                    |
| "Trigger The Fever"                  | 2017       | ان‌سی‌تی دریم                                                                                     | We Young                             | نویسنده مشترک                    |
| "My Page"                            | 2017       | ان‌سی‌تی دریم                                                                                     | We Young                             | نویسنده مشترک                    |
| "Joy"                                | 2017       | ان‌سی‌تی دریم                                                                                     | SM Station Season 2                  | نویسنده مشترک                    |
| "Boss"                               | 2018       | ان‌سی‌تی یو                                                                                       | NCT 2018 Empathy                     | نویسنده مشترک                    |
| "Yestoday"                           | 2018       | ان‌سی‌تی یو                                                                                       | NCT 2018 Empathy                     | نویسنده مشترک                    |
| "Black on Black"                     | 2018       | NCT 2018                                                                                        | NCT 2018 Empathy                     | نویسنده مشترک                    |
| "Go"                                 | 2018       | ان‌سی‌تی دریم                                                                                     | NCT 2018 Empathy                     | نویسنده مشترک                    |
| "We Go Up" هر دو ورژن کره‌ای و چینی   | 2018       | ان‌سی‌تی دریم                                                                                     | We Go Up                             | نویسنده مشترک                    |
| "Beautiful Time"                     | 2018       | ان‌سی‌تی دریم                                                                                     | We Go Up                             | نویسنده مشترک                    |
| "Drippin"                            | 2018       | ان‌سی‌تی دریم                                                                                     | We Go Up                             | نویسنده مشترک                    |
| "Dear Dream"                         | 2018       | ان‌سی‌تی دریم                                                                                     | We Go Up                             | نویسنده مشترک                    |
| "City 127"                           | 2018       | ان‌سی‌تی 127                                                                                      | Regular-Irregular                    | نویسنده مشترک                    |
| "Regular" هر دو ورژن کره‌ای و انگلیسی | 2018       | ان‌سی‌تی 127                                                                                      | Regular-Irregular                    | نویسنده مشترک                    |
| "My Van"                             | 2018       | ان‌سی‌تی 127                                                                                      | Regular-Irregular                    | نویسنده مشترک                    |
| "Come Back"                          | 2018       | ان‌سی‌تی 127                                                                                      | Regular-Irregular                    | نویسنده مشترک                    |
| "Welcome to My Playground"           | 2018       | ان‌سی‌تی 127                                                                                      | Regular-Irregular                    | نویسنده مشترک                    |
| "What We Talkin' Bout"               | 2018       | ان‌سی‌تی 127 و مارتین                                                                             | Up Next Session: NCT 127             | نویسنده مشترک                    |
| "Candle Light"                       | 2018       | ان‌سی‌تی دریم                                                                                     | SM Station Season 3                  | نویسنده مشترک                    |
| "Regular"                            | 2019       | ویشن‌وی                                                                                          | The Vision                           | نویسنده مشترک                    |
| "Come Back"                          | 2019       | ویشن‌وی                                                                                          | The Vision                           | نویسنده مشترک                    |
| "Lips"                               | 2019       | ان‌سی‌تی 127                                                                                      | Awaken                               | نویسنده مشترک                    |
| "Jet Lag"                            | 2019       | ان‌سی‌تی 127                                                                                      | We Are Superhuman                    | نویسنده مشترک                    |
| "Pandora's Box"                      | 2020       | ان‌سی‌تی 127                                                                                      | Neo Zone                             | نویسنده مشترک                    |
| "Mad Dog"                            | 2020       | ان‌سی‌تی 127                                                                                      | Neo Zone                             | نویسنده مشترک                    |
| "Love Song"                          | 2020       | ان‌سی‌تی 127                                                                                      | Neo Zone                             | نویسنده مشترک                    |
| "QTAH"                               | 2020       | مارک                                                                                            | منتشر شده بدون آلبوم                 | نویسنده                          |
| "100"                                | 2020       | سوپر ام                                                                                         | Super One                            | نویسنده مشترک و تهیه کننده مشترک |
| "Together At Home"                   | 2020       | سوپر ام                                                                                         | Super One                            | نویسنده مشترک و تهیه کننده مشترک |
| "The Himalayas"                      | 2020       | مارک و ته‌یونگ                                                                                   | منتشر شده بدون آلبوم                 | نویسنده مشترک و تهیه کننده مشترک |
| "Bad Smell"                          | 2020       | مارک                                                                                            | منتشر شده بدون آلبوم                 | نویسنده و تهیه کننده مشترک       |
| "Rainbow"                            | 2021       | ان‌سی‌تی دریم                                                                                     | Hot Sauce                            | نویسنده مشترک                    |
| "Sticker"                            | 2021       | ان‌سی‌تی 127                                                                                      | Sticker                              | نویسنده مشترک                    |
| "Love On The Floor"                  | 2021       | ان‌سی‌تی 127                                                                                      | Sticker                              | نویسنده مشترک                    |
| "New Axis"                           | 2021       | ان‌سی‌تی یو                                                                                       | Universe                             | نویسنده مشترک                    |
| "Universe (Let's Play Ball)"         | 2021       | ان‌سی‌تی یو                                                                                       | Universe                             | نویسنده مشترک                    |
| "Know Now"                           | 2021       | ان‌سی‌تی یو                                                                                       | Universe                             | نویسنده مشترک                    |
| "Beautiful"                          | 2021       | ان‌سی‌تی 2021                                                                                     | Universe                             | نویسنده مشترک                    |
| "Child"                              | 2022       | مارک                                                                                            | SM Station: NCT Lab                  | نویسنده مشترک                    |
| "Conextion (Age of Light)"           | 2022       | ان‌سی‌تی یو                                                                                       | SM Station: NCT Lab                  | نویسنده مشترک                    |
| "Glitch Mode"                        | 2022       | ان‌سی‌تی دریم                                                                                     | Glitch Mode                          | نویسنده مشترک                    |
| "It's Yours"                         | 2022       | ان‌سی‌تی دریم                                                                                     | Glitch Mode                          | نویسنده مشترک                    |
| "Teddy Bear"                         | 2022       | ان‌سی‌تی دریم                                                                                     | Glitch Mode                          | نویسنده مشترک                    |
| "Replay"                             | 2022       | ان‌سی‌تی دریم                                                                                     | Glitch Mode                          | نویسنده مشترک                    |
| "Never Goodbye"                      | 2022       | ان‌سی‌تی دریم                                                                                     | Glitch Mode                          | نویسنده مشترک                    |
| "Time Lapse"                         | 2022       | ان‌سی‌تی 127                                                                                      | 2 Baddies                            | نویسنده مشترک                    |
| "Designer"                           | 2022       | ان‌سی‌تی 127                                                                                      | 2 Baddies                            | نویسنده مشترک                    |
| "Lit (Prod. Czaer)"                  | 2022       | ته‌یونگ و مارک                                                                                   | Street Man Fighter Vol.4 (Crew Song) | نویسنده مشترک                    |
| "How We Do"                          | 2022       | شیومین و مارک                                                                                   | Brand New                            | نویسنده مشترک                    |
| "Take My Breath"                     | 2022       | ان‌سی‌تی دریم                                                                                     | Candy                                | نویسنده مشترک                    |
| "The Cure"                           | 2022       | کانگتا، بوآ، یونو، لیتوک، ته‌یون، اونیو، سوهو، ایرنه، ته‌یونگ، مارک، کون و کارینا - لیدرهای اس.ام | 2022 Winter SM Town: SMCU Palace     | نویسنده مشترک                    |
| "HO"                                 | 2023       | یسونگ و مارک                                                                                    | Sensory Flows                        | نویسنده مشترک                    |
| "DJ"                                 | 2023       | ان‌سی‌تی 127                                                                                      | Ay-Yo                                | نویسنده و تهیه کننده مشترک       |
| "Skyscraper"                         | 2023       | ان‌سی‌تی 127                                                                                      | Ay-Yo                                | نویسنده و تهیه کننده مشترک       |
| "Best Friend Ever"                   | 2023       | ان‌سی‌تی دریم                                                                                     | Best Friend Ever                     | نویسنده مشترک                    |
| "Golden Hour"                        | 2023       | مارک                                                                                            | SM Station: NCT Lab                  | نویسنده مشترک                    |
| "Like We Just Met"                   | 2023       | ان‌سی‌تی دریم                                                                                     | ISTJ                                 | نویسنده مشترک و تهیه کننده مشترک |
| "Angel Eyes"                         | 2023       | ان‌سی‌تی 127                                                                                      | Fact Check                           | نویسنده مشترک و تهیه کننده مشترک |
| "Love Is A Beauty"                   | 2023       | ان‌سی‌تی 127                                                                                      | Fact Check                           | نویسنده مشترک و تهیه کننده مشترک |
| "Misty"                              | 2023       | ان‌سی‌تی 127                                                                                      | Fact Check                           | نویسنده مشترک و تهیه کننده مشترک |
| "Marine Turtle" ورژن کره‌ای           | 2023       | کون، شیائوجون، رنجون و چنلو                                                                     | SM Station: NCT Lab                  | نویسنده مشترک                    |
| "White Lie"                          | 2023       | ان‌سی‌تی 127                                                                                      | Be There For Me                      | نویسنده مشترک و تهیه کننده مشترک |
| "Box"                                | 2024       | ان‌سی‌تی دریم                                                                                     | Dream()Scape                         | نویسنده مشترک و تهیه کننده مشترک |
| "Unknown"                            | 2024       | ان‌سی‌تی دریم                                                                                     | Dream()Scape                         | نویسنده مشترک و تهیه کننده مشترک |
| "Breathing"                          | 2024       | ان‌سی‌تی دریم                                                                                     | Dream()Scape                         | نویسنده مشترک و تهیه کننده مشترک |
| "Time Machine"                       | 2024       | دویونگ، ته‌یون و مارک                                                                            | Youth                                | نویسنده مشترک                    |
| "200"                                | 2024       | مارک                                                                                            | منتشر شده بدون آلبوم                 | نویسنده مشترک و تهیه کننده مشترک |
| "Sunkissed"                          | 2024       | بیگ ناتی و مارک                                                                                 | منتشر شده بدون آلبوم                 | نویسنده مشترک و تهیه کننده مشترک |
| "Rains in Heaven"                    | 2024       | ان‌سی‌تی دریم                                                                                     | Dreamscape                           | نویسنده مشترک                    |
| "When I'm with You"                  | 2024       | ان‌سی‌تی دریم                                                                                     | Dreamscape                           | نویسنده مشترک و تهیه کننده مشترک |
| "I Hate Fruits"                      | 2024       | ان‌سی‌تی دریم                                                                                     | Dreamscape                           | نویسنده مشترک                    |

## فیلم شناسی
این لیست، فقط لیست فیلم شناسی وی، برای فعالیت‌های انفرادی می‌باشد.
برنامه‌های تلویزیونی
| سال         | نام برنامه                         | نقش            | یادداشت ها            |
| ----------- | ---------------------------------- | -------------- | --------------------- |
| 2017        | High School Rapper                 | مسابقه دهنده   |                       |
| 2017        | Snowball Project                   | اعضای بازیگران |                       |
| 2018 - 2019 | Show! Music Core                   | مجری           |                       |
| 2018        | It's Dangerous Beyond The Blankets | اعضای بازیگران | قسمت 80- 10 (فصل دوم) |

موزیک ویدیوها
| عنوان موزیک ویدیو | سال انتشار |
| ----------------- | ---------- |
| "Young & Free"    | 2017       |
| "Lemonade Love"   | 2017       |
| "Child"           | 2022       |
| "Golden Hour"     | 2023       |
| "200"             | 2024       |

## جوایز و نامزدی‌ها
این لیست، فقط لیست جوایز و نامزدی‌های وی، برای فعالیت‌های انفرادی می‌باشد.
| جشنواره                  | سال  | نام بخش                                 | نامزدی/نام اثر   | نتیجه  |
| ------------------------ | ---- | --------------------------------------- | ---------------- | ------ |
| Asian Pop Music Awards   | 2022 | ده آهنگ برتر سال (خارجی)                | "Child"          | برنده  |
| MBC Entertainment Awards | 2018 | جایزه تازه کار در موسیقی / تاک شو – مرد | Show! Music Core | نامزدی |